# Delphacellus putoni
Delphacellus putoni är en insektsart som först beskrevs av Scott 1874.  Delphacellus putoni ingår i släktet Delphacellus och familjen sporrstritar. Inga underarter finns listade i Catalogue of Life.